# Liste der Mitglieder des liechtensteinischen Landtags (1966)
Diese Liste führt die Mitglieder des Landtags des Fürstentums Liechtenstein auf, der aus den Wahlen am 4. und 6. Februar 1966 hervorging.

## Zusammensetzung
Von 3892 Wahlberechtigten nahmen 3724 Personen an der Wahl teil (95,7 %). Von den abgegebenen Stimmen waren 3'695 gültig. Die Stimmen und Mandate verteilten sich in den beiden Wahlkreisen – Oberland und Unterland – wie folgt:
| Partei                              | Stimmen  | Stimmen   | Stimmen   | Stimmen       | Sitze    | Sitze     | Sitze     |
| ----------------------------------- | -------- | --------- | --------- | ------------- | -------- | --------- | --------- |
| Partei                              | Oberland | Unterland | insgesamt | Stimmenanteil | Oberland | Unterland | insgesamt |
| Fortschrittliche Bürgerpartei (FBP) | 1139     | 652       | 1791      | 48,47 %       | 4        | 4         | 8         |
| Vaterländische Union (VU)           | 1149     | 432       | 1581      | 42,79 %       | 5        | 2         | 7         |
| Christlich-Soziale Partei (CSP)     | 199      | 124       | 323       | 8,74 %        | 0        | 0         | 0         |

## Liste der Mitglieder
| Name             | Fraktion | Wahlkreis | Stimmen | Bemerkung         |
| ---------------- | -------- | --------- | ------- | ----------------- |
| Ivo Beck         | VU       | Oberland  | 1159    |                   |
| Johann Beck      | VU       | Oberland  | 1191    |                   |
| Cyrill Büchel    | VU       | Unterland | 466     |                   |
| Ernst Büchel     | FBP      | Unterland | 671     |                   |
| Josef Büchel     | FBP      | Oberland  | 1026    |                   |
| Alexander Frick  | FBP      | Oberland  | 1153    | Landtagspräsident |
| Roman Gassner    | VU       | Oberland  | 1271    |                   |
| Leo Gerner       | FBP      | Unterland | 619     |                   |
| Samuel Kindle    | VU       | Oberland  | 1147    |                   |
| Georg Malin      | FBP      | Unterland | 608     |                   |
| Peter Marxer     | FBP      | Oberland  | 1120    |                   |
| Franz Nägele     | VU       | Unterland | 490     |                   |
| Georg Oehri      | FBP      | Unterland | 589     |                   |
| Gustav Ospelt    | FBP      | Oberland  | 1058    |                   |
| Karlheinz Ritter | VU       | Oberland  | 1165    |                   |

## Liste der Stellvertreter
| Name               | Fraktion | Wahlkreis | Anmerkung | Bemerkung |
| ------------------ | -------- | --------- | --------- | --------- |
| Josef Banzer       | FBP      | Oberland  | 954       |           |
| Franz Beck         | VU       | Oberland  | 1100      |           |
| Josef Frommelt_jun | FBP      | Oberland  | 922       |           |
| Hans Gassner       | FBP      | Oberland  | 991       |           |
| Eugen Hasler       | VU       | Unterland | 428       |           |
| Oswald Hasler      | VU       | Unterland | 426       |           |
| Otto Hasler        | VU       | Oberland  | 1070      |           |
| Josef Hoop         | FBP      | Unterland | 570       |           |
| Gustav Jehle       | FBP      | Oberland  | 839       |           |
| Gebhard Näscher    | FBP      | Unterland | 495       |           |
| David Schädler     | VU       | Oberland  | 919       |           |
| Franz Vogt         | VU       | Oberland  | 1027      |           |